# Arthur Russell (friidrottare)
Arthur Russell, född 13 mars 1886 i Walsall i England, död 23 augusti 1972 i Walsall, var en brittisk friidrottare.
Russell blev olympisk mästare på 3 200 meter hinder vid sommarspelen 1908 i London.